# Lygodactylus capensis
Lygodactylus capensis es una especie de gecko del género Lygodactylus, familia Gekkonidae. Fue descrita científicamente por Smith en 1849.
Se distribuye por Kenia, República de Sudáfrica, Suazilandia, República Democrática del Congo, Zambia, Angola, Namibia, Mozambique y Tanzania.

## Hábitat
La longitud de Lygodactylus capensis es de 39 milímetros para los machos y de 43 milímetros para las hembras. La garganta está punteada de gris o marrón, mientras que el vientre es de color crema. El dorso es de color marrón grisáceo con una raya oscura desde el hocico hasta el hombro. Su cola es notable por tener la parte inferior cubierta de una especie de lámina adhesiva que permite su uso como quinta extremidad.

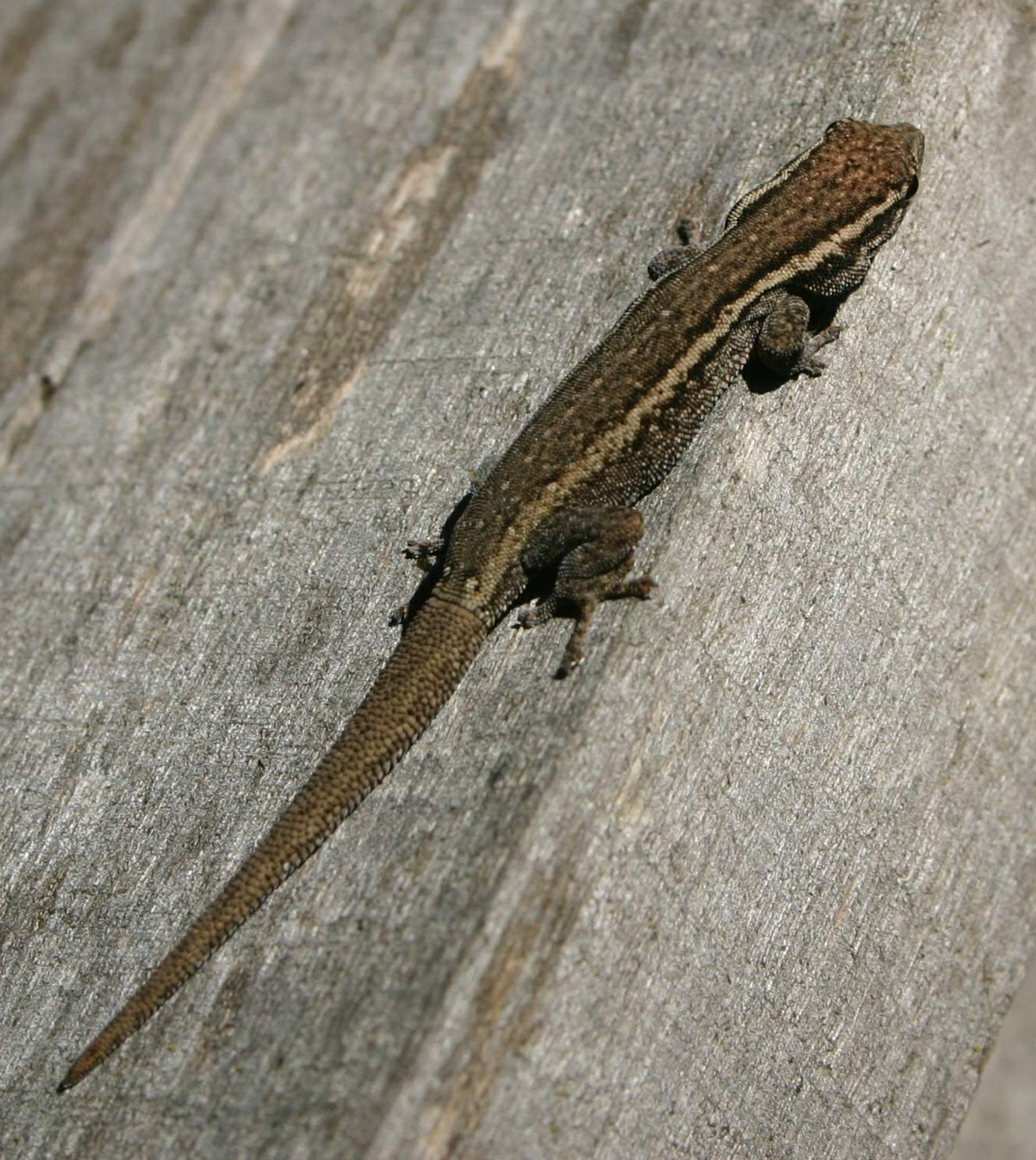
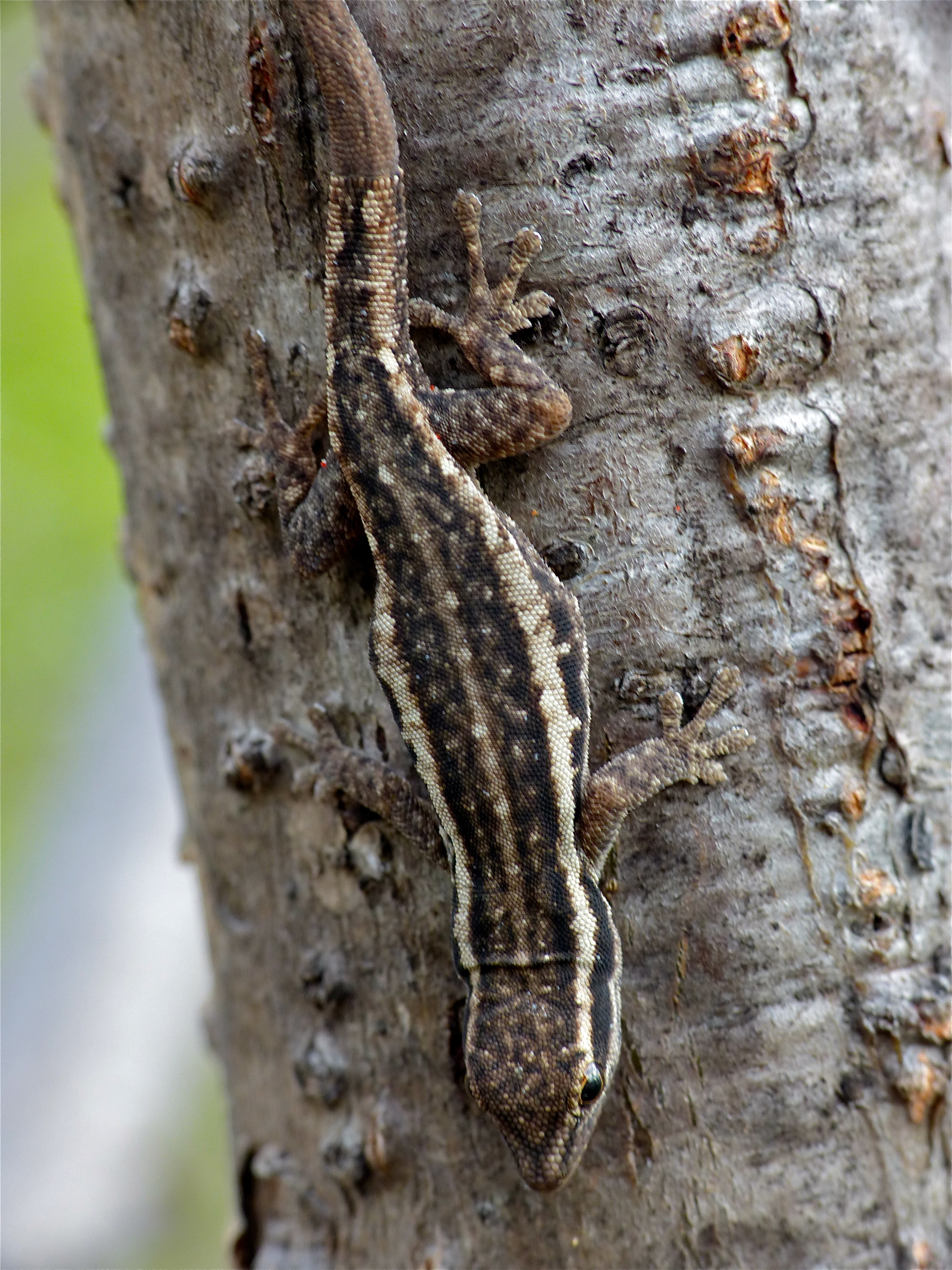
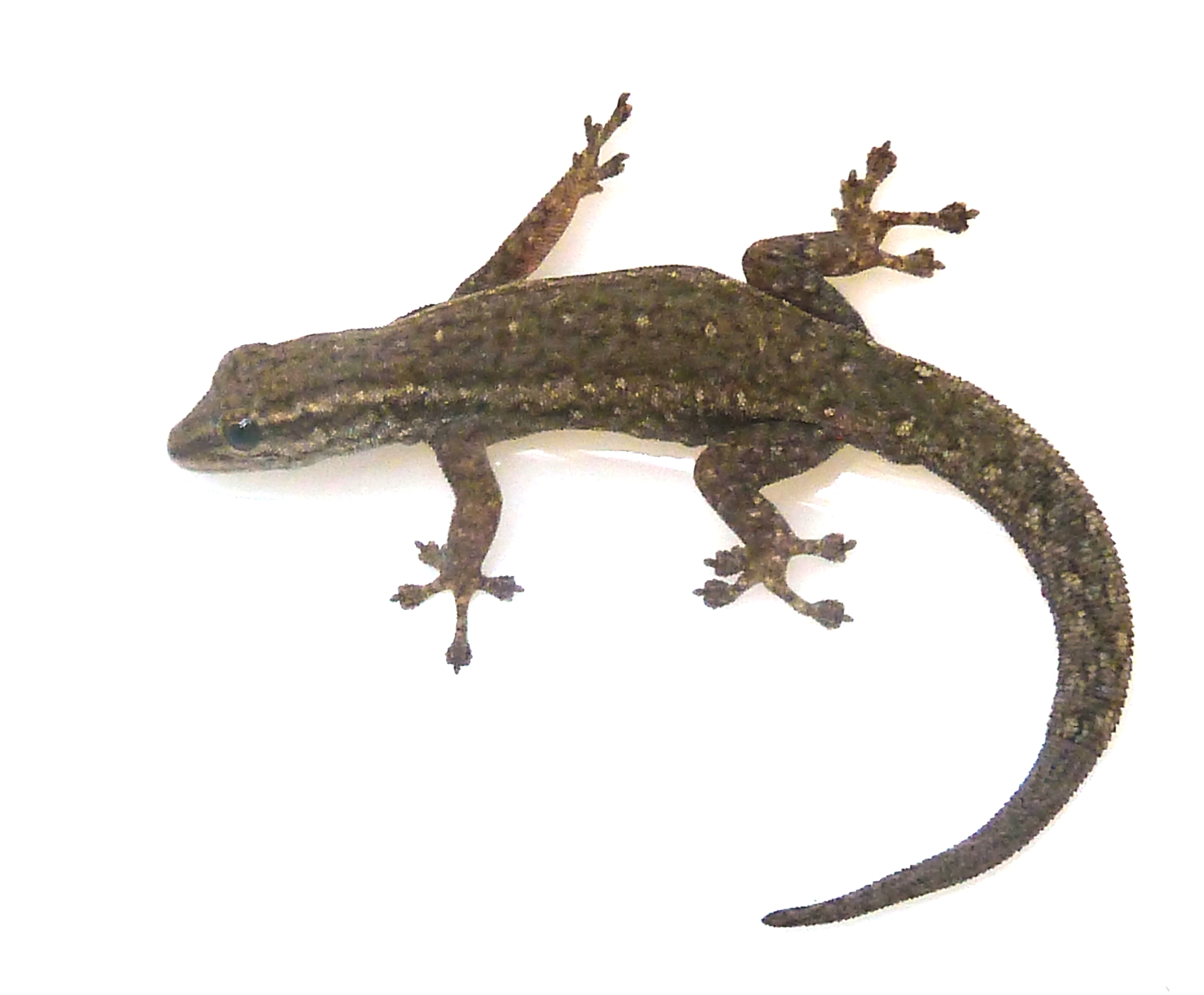
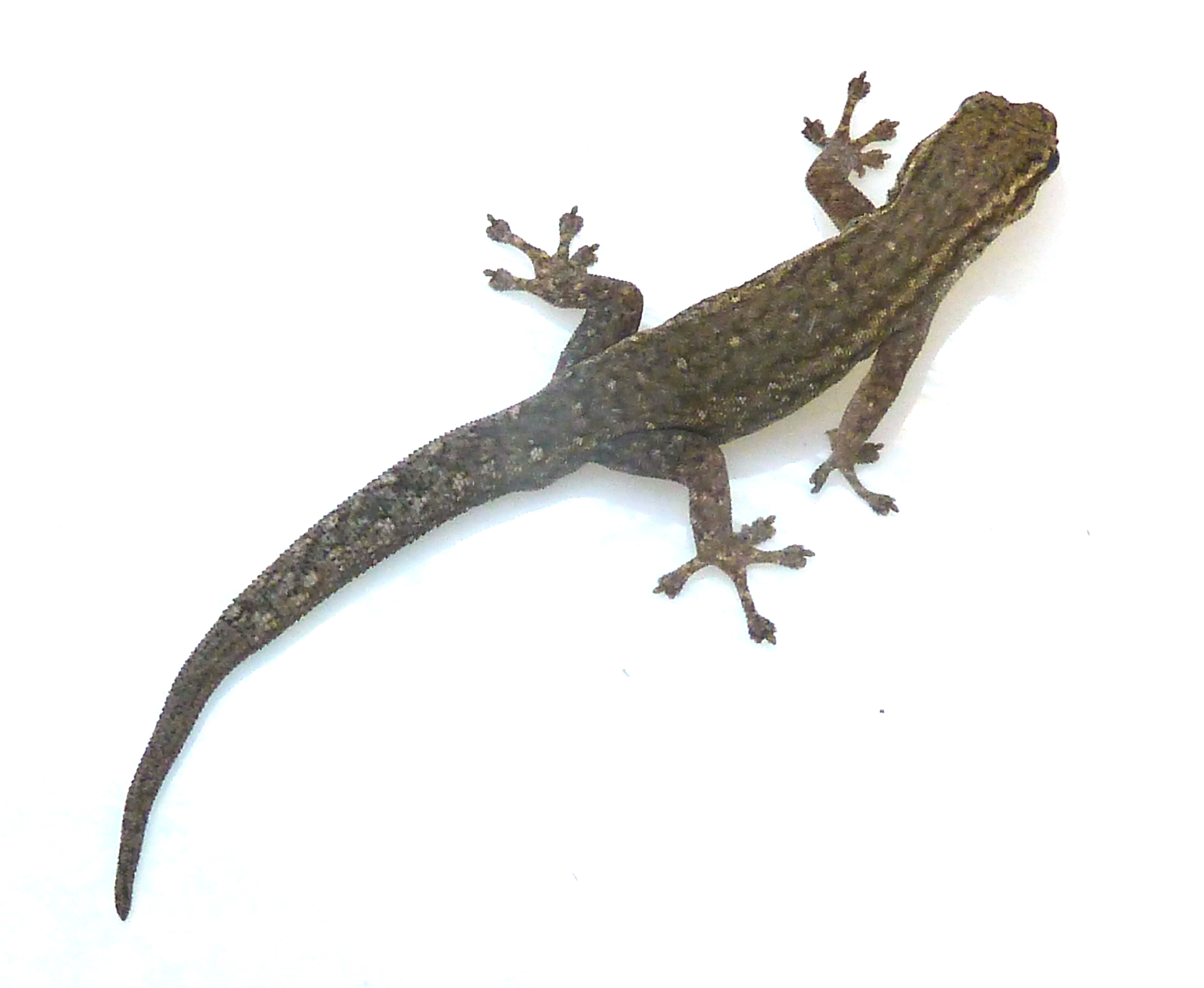
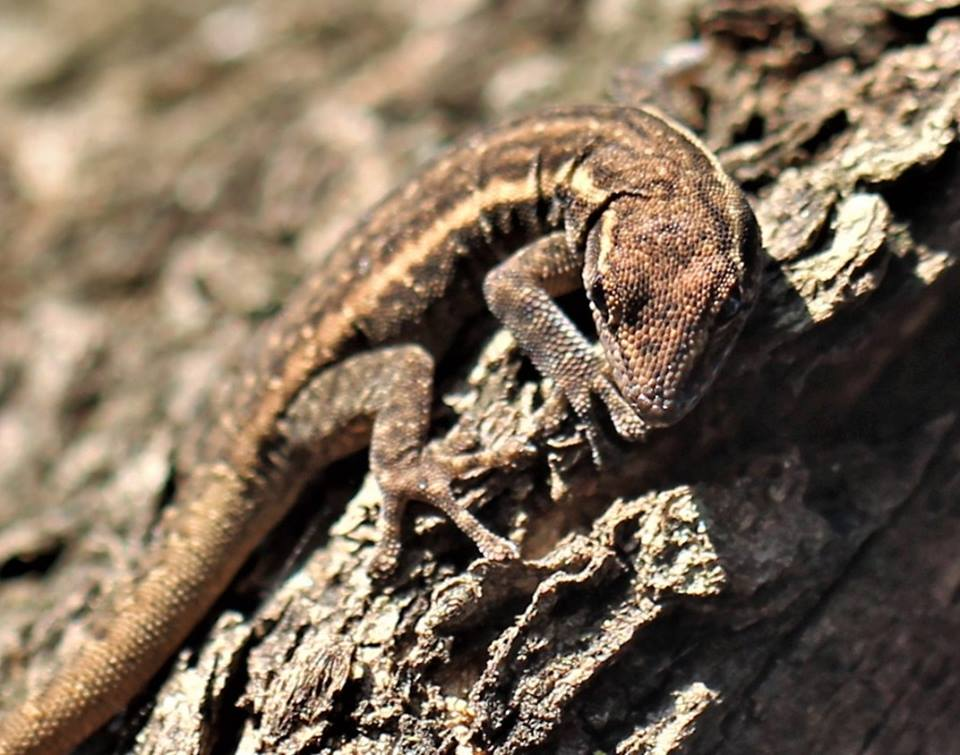